# 英訳
| ウィキペディアには「英訳」という見出しの百科事典記事はありません（タイトルに「英訳」を含むページの一覧/「英訳」で始まるページの一覧）。 代わりにウィクショナリーのページ「英訳」が役に立つかもしれません。 |